# Sannegårdsmonumentet

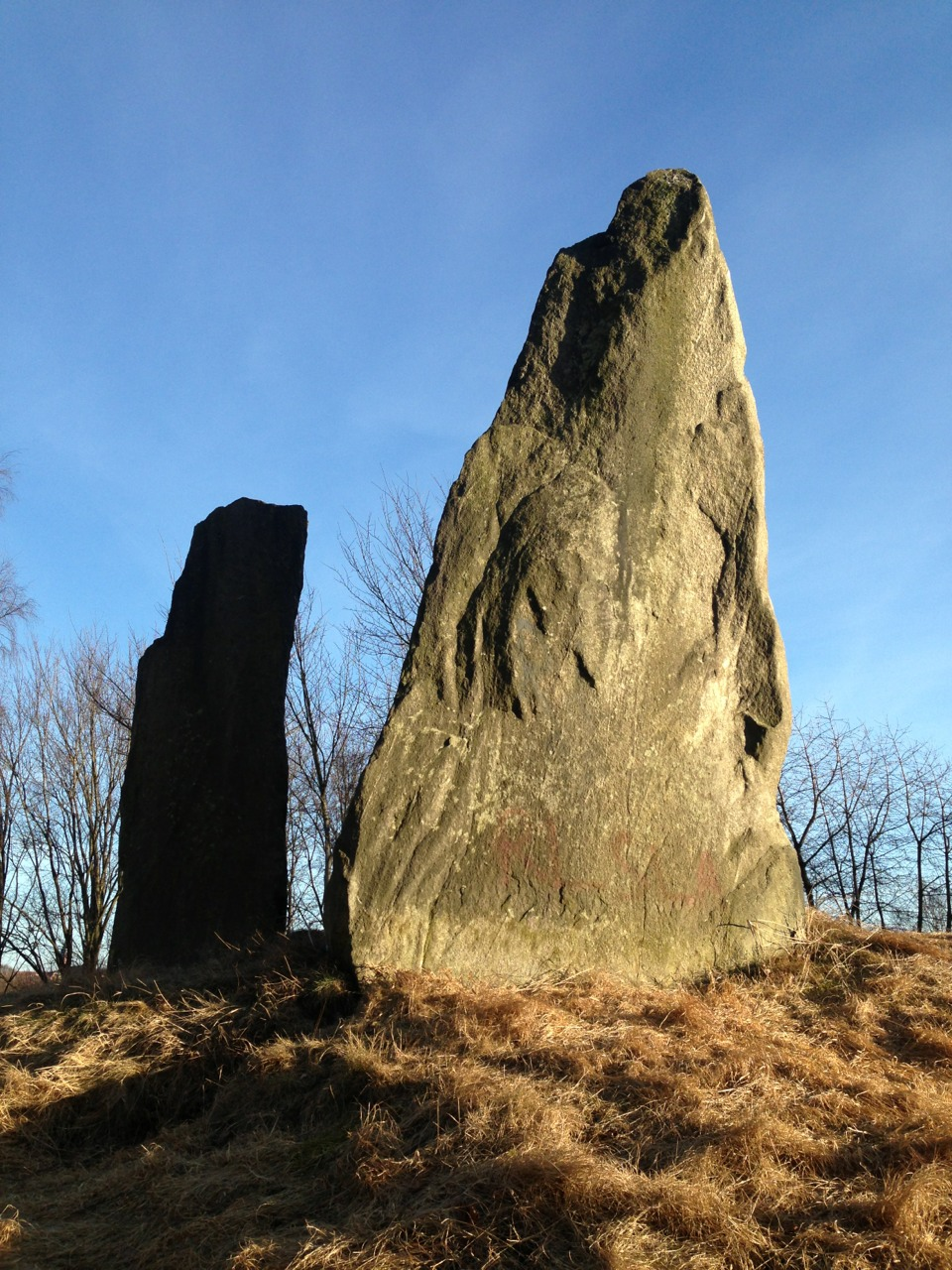
Sannegårdsmonumentet en solig vårdag 2013

Sannegårdsmonumentet är en fast fornlämning söder om Lundby nya kyrka på Hisingen i Göteborg. Sannegårdsmonumentet utgörs av rester från ett gravfält från tiden mellan brons- och järnålder. Fyra resta bautastenar står i rad varav den största är trekantig och står kvar på sin ursprungliga plats medan de andra tre stenarna har flyttats på grund av grustäkt.